# Нобс, Эрнст
Эрнст Нобс (нем. Ernst Nobs; 14 июля 1886 года, Зеедорф, кантон Берн, Швейцария — 13 марта 1957 года, Майлен, кантон Цюрих, Швейцария) — швейцарский социал-демократический политик, президент.

## Биография
Эрнст Нобс вырос Гриндельвальде в семье портного. С 1906 по 1912 год он работал учителем в Винау и Остермундигене, затем стал журналистом. С 1912 года был редактором в социал-демократических газетах «Фрейен Иннершвейц» (Люцерн) и «Фольксштимме» (Санкт-Галлен). В 1915 году стал главным редактором одной из крупнейших социал-демократических газет «Фольксрехт» («Volksrecht», «Народное Право») в Цюрихе. Во время Первой мировой войны был интернационалистом, участвовал в Кинтальской и Стокгольмской конференциях, вначале примыкая к левому крылу социалистической оппозиции войне, но затем перейдя на центристские позиции.
В 1916 году Нобс избран в городской совет Цюриха, в котором находился до 1933 года, с перерывом в 1919—1920 гг. В 1919 году, как один из организаторов всеобщей национальной забастовки в ноябре 1918 года, был приговорён военным судом к лишению свободы. В том же году он избран в Национальный совет Швейцарии. С 1935 по 1942 год Нобс был членом правительствы кантона Цюрих, где возглавлял департаменты внутренних дел и юстиции (1935-1938) и экономики (1938—1942). В 1942 году он был избран мэром Цюриха.
15 декабря 1943 Нобс был избран в Федеральный совет и стал первым социал-демократом в правительстве Швейцарии за всю её историю.
- 1 мая 1940 — 30 апреля 1941 — глава правительства кантона Цюрих.
- 15 декабря 1943 — 13 ноября 1951 — член Федерального совета Швейцарии.
- 1 января 1944 — 31 декабря 1951 — начальник департамента финансов и сборов.
- 1 января — 31 декабря 1948 — вице-президент Швейцарии.
- 1 января — 31 декабря 1949 — президент Швейцарии.

После отставки Эрнст Нобс был членом Международного комитета Красного Креста (1952—1957 гг.) и председателем правления Фонда пенсионного страхования (1952—1957 гг.).
17 декабря 2003 года в Цюрихе бывшая площадь Stauffacherplatz переименована в Ernst-Nobs-Platz.
Почетный гражданин кантона Берн.